# هاینسدورفرگروند
هاینسدورفرگروند (به آلمانی: Heinsdorfergrund) یک شهر در آلمان است که در فوگتلاندکرایس واقع شده‌است. هاینسدورفرگروند ۲٬۳۱۹ نفر جمعیت دارد.